# Bältesastrild
Bältesastrild (Poephila cincta), även känd som kortstjärtad bältfink, är en fågel i familjen astrilder inom ordningen tättingar. Den förekommer i nordöstra Australien. IUCN kategoriserar arten som livskraftig, även om den södra underarten är hotad.

## Utseende och läte
Bältesastrilden är en liten finkliknande fågel. Den är mestadels brun (ovan mörkare), med grått huvud, svart strupe, svart näbb och vitt under stjärten. Den svarta stjärten är relativt kort och rundad. Stenknäcksastrilden har längre och spetsigare stjärt, gul näbb och svart huvud. Lätet är en lång fallande vissling.

## Utbredning och systematik
Bältesastrilden förekommer enbart i Australien. Den delas in i två distinkta underarter med följande utbredning:
- Poephila cincta atropygialis – förekommer i norra Queensland, på Kap Yorkhalvön.
- Poephila cincta cincta – förekommer i östra Australien, från Burdekin R. i Queensland till nordöstra New South Wales.

## Levnadssätt
Bältesastrilden hittas i gräsrika skogsmarker. Den födosöker i gräset eller på marken, ibland i stora flockar tillsammans med andra fågelarter.

## Status och hot
Arten har ett stort utbredningsområde, men tros minska i antal, dock inte tillräckligt kraftigt för att den ska betraktas som hotad. Internationella naturvårdsunionen IUCN listar arten som livskraftig (LC).

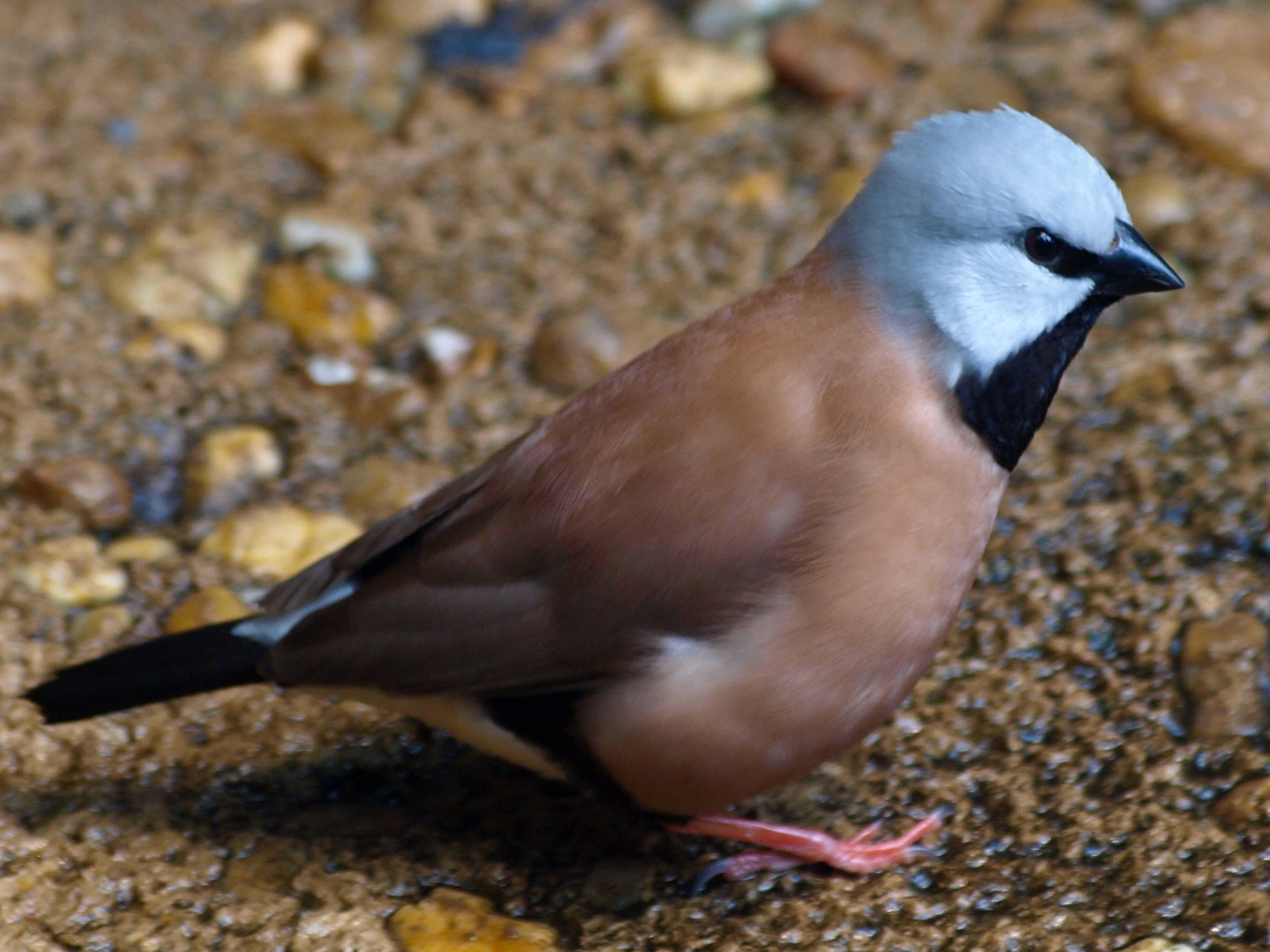